# 内閣情報調査室 特命調査官・ハト
『内閣情報調査室 特命調査官・ハト』（ないかくじょうほうちょうさしつ とくめいちょうさかん・ハト）は、2017年12月10日にテレビ朝日系「日曜ワイド」で放送されたテレビドラマ。主演は松重豊。
表の顔はしがない町の電器屋の店主。裏の顔は政府機関のエージェント。2つの顔を持つ男の活躍をハードボイルドタッチで描くご近所サスペンス。

## キャスト

### 町の電器屋「須波電器商会」
須波太平
演 - 松重豊
表の顔は、人に優しいが少しお人よしな街の電器屋の店主。確かな腕と親切さで町のみんなに愛されている。電器屋だけでは食えず、週刊誌の契約カメラマンの仕事も営む。しかし、妻やご近所に隠している裏の顔は、「ハト」のコードネームを持つ、内閣情報調査室に所属する特命調査官である。「ウラ内調」と呼ばれ、平凡な市民の生活に溶け込み平凡な市民と何ら変わらない生活を営みつつ、国内外の各種特殊情報を一般市民生活のレベルから収集していくことを任務としている。コードネームのハトとは「街中のどこにいても不自然ではなく、エサをついばむように情報を拾い集める」という意味である。かつては公安部の警部補だったが、15年前、テロ組織の一員の母親をマークしていた際、お人好しの性格のために肩入れしてしまい公安部の動きがバレ、爆破事件が起きてしまったことで責任をとって退職。その爆破事件に巻き込まれて負傷した女性「須波律子」に近づき相思相愛の仲になって結婚。須波家の婿養子になり、家業の須波電器商会を継いで電器屋の店主として平穏な生活を送っていた。しかし8年前、内閣情報調査室の鷲尾にスカウトされ、特命調査官としてご近所スパイの人生を歩みはじめる。
須波律子
演 - 浅田美代子
太平の妻。両親の死後家業の須波電器商会を独りで切り盛りしていたが、「15年前、テロ爆破事件」に巻き込まれ負傷。入院先で太平と知り合い相思相愛の仲になって結婚した。結婚して15年だが、太平の裏の顔や過去は何も知らない。また、色んな事に無関心な太平をダメ出しするなど尻に敷いてはいるものの、反面では太平と出会えたことや結婚できたことを嬉しく思っており、また電器屋を継いでくれた事で人一倍太平に感謝しているなど良好な夫婦関係を築いている。

### 内閣官房・内閣情報調査室
鷲尾昇
演 - 榎木孝明
室長。国を重んじる事を最優先に考えており、国を守る為ならば中途半端に調査を打ち切る事も厭わず、必要以上に調査に深入りしようとする太平に苦言することもあるが、一方では調査の中で対象が国益を害する存在であればその対象が裁かれても意にも介さず、それを後押しした太平を責めることすらしない。8年前、公安を辞めた太平をスカウトする。
朝宮圭
演 - 前田亜季
調査官。太平の連絡係として、近所の事務員を装っている。調査対象の議員が収賄容疑が明らかになる前に辞めたことで調査を打ち切る事になった際には鷲尾に意見したり、時折ウラ内調の仕事に疑問を持って太平に肩入りするなどそれなりに正義感がある。

### その他の登場人物
忍成京子
演 - 矢田亜希子
週刊時流の記者。前々から太平の素性に疑惑を抱いており、裏の顔がウラ内調に所属するスパイではないかと考え、それを突き止めるため彼のことを追っている。スクープの為に平気で盗聴器を仕掛けたり、太平を利用する為に警察に捕まった彼の偽のアリバイを証言して釈放させるなど手段を選ばない。あまりしつこいため太平からは嫌がられている節があるものの、事件に際してはお互いのため共に調査したりと協力関係を築く事もある。
倉沢正義
演 - 松村雄基
警視庁捜査一課の刑事。早期解決を急ぐ他の刑事とは違い、一度疑って掛かった事件は最後までしっかりと捜査したり、上層部の人間が事件を早々に打ち切ろうとした時には堂々と反抗するなど確かな正義感を持ち、また市民の声に耳を傾け、自分の力が及ばなかった際は遺族に謝罪に訪れ、時に丁寧な対応で示し、また「どんな事件も解決させることが公務員の役目」と自負する等刑事としての良き一面と責任感を併せ持っている。機械を良く思っておらず、スマホを使いこなせなかったり、取り調べでも簡単に記録が取れるビデオカメラを目にした際は「昭和に戻りてえ」と叫んでいた。太平と出会って以降、彼に疑いの目を向けているが、自分では捜査しきれない事件の解決を太平に任せる事もあり、その際に彼の正体は敢えて何も聞かず黙認している。

### その他
- 野尻要介（政治ジャーナリスト） - 池田政典
- 西浦幸作（介護付き老人ホーム「仁緑園」施設長・富貴子の支持者） - 井田國彦
- 大久保友幸（刑事） - 山中聡
- 西浦美里（幸作の娘） - 青野楓
- 島村時江（島村雅彦の母） - 長内美那子
- 井原孝則（利倉富貴子の秘書） - 住田隆
- 立花正二郎（民政党 議員・福祉タウン計画推進委員長） - 大河内浩
- 須波電器商会のご近所さん - 大島蓉子、猫田直
- 三津林隆一（利倉富貴子の秘書） - 水間ロン
- 杉浦（管理官） - 真那胡敬二
- 島村雅彦（立花正二郎の運転手） - 佐藤祐一
- 科捜研職員 - 米田弥央
- 仁緑園 職員 - 武藤晃子
- 記者 - 石本政晶[3]
- 立花正二郎の秘書 - 高草量平
- 加古川の秘書 - 山口研志[4]
- 町会長（防犯カメラ設置を太平にお願いする） - 佐藤蛾次郎
- 町内会スタッフ - 佐伯新
- 加古川源蔵（民政党の重鎮） - 若林豪
- 利倉富貴子（民政党 議員・福祉タウン計画推進副委員長） - とよた真帆
- 宮島岳史、Nゼロ（橋田ローズ美祐、高橋ピーチももか、長谷川プルメリア依莉）

## スタッフ
- 脚本 - 深沢正樹
- 監督 - 伊藤寿浩
- 選曲 - 矢部公英
- 企画協力 - 金谷祐子
- 監修 - 鍋島修
- アクション - 大道寺俊典
- ロケ協力 - 彩の国ビジュアルプラザ（SKIPシティ）、都営桐谷団地東地区自治会、大田区南雪谷自治会　ほか
- 技術協力 - アップサイド
- 美術協力 - フジアール
- ゼネラルプロデューサー - 関拓也（テレビ朝日）
- プロデューサー - 藤崎絵三（テレビ朝日）、大川博史（Joker）
- 制作 - テレビ朝日、Joker